# Вест Минерал (Канзас)
Вест Минерал (енгл. West Mineral) град је у америчкој савезној држави Канзас.

## Демографија
По попису из 2010. године број становника је 185, што је 58 (-23,9%) становника мање него 2000. године.
| Група             | 2000.       | 2010.       |
| Белци             | 229 (94,2%) | 170 (91,9%) |
| Афроамериканци    | 0 (0,0%)    | 0 (0,0%)    |
| Азијати           | 0 (0,0%)    | 0 (0,0%)    |
| Хиспаноамериканци | 6 (2,5%)    | 4 (2,2%)    |
| Укупно            | 243         | 185         |